# Neohesperidina dihidrocalcona
La neoesperidina dihidrocalcona (NHDC), codificada en la industria alimenticia con las siglas E 959, es un edulcorante que se obtiene por modificación química de una sustancia presente en la naranja amarga, Citrus aurantium. Es entre 250 y 1800 veces más dulce que la sacarosa y tiene un sabor dulce más persistente, con regusto a regaliz. Se degrada en parte por la acción de la flora intestinal.

## Descubrimiento
NHDC fue descubierto durante la década de 1960 como parte de un programa de investigación del Departamento de Agricultura de los Estados Unidos para encontrar métodos para minimizar el sabor de los sabores amargos en los jugos cítricos. Neohesperidin es uno de esos compuestos amargos. Cuando se trata con hidróxido de potasio u otra base fuerte, y luego catalíticamente hidrogenado, se convierte en NHDC.

## Perfil
NHDC en forma pura se encuentra como una sustancia blanca no muy diferente a azúcar en polvo.
Un compuesto aproximadamente 1500-1800 veces más dulce que el azúcar en concentraciones de umbral; alrededor de 340 veces más dulce que el azúcar peso-por-peso. Su potencia se ve naturalmente afectada por factores tales como la aplicación en la que se utiliza y el pH del producto.
Al igual que otros glucósidos altamente dulces, como glicirrizina y los encontrados en estevia, el sabor dulce de NHDC tiene un inicio más lento que el azúcar y permanece en la boca durante algún tiempo.
A diferencia del aspartame, el NHDC es estable a temperaturas elevadas y a condiciones ácidas o básicas, por lo que puede usarse en aplicaciones que requieren una larga vida útil. El NHDC en sí mismo puede conservar alimentos hasta por cinco años cuando se almacena en condiciones óptimas.
El producto es bien conocido por tener un fuerte efecto sinérgico cuando se usa junto con otros edulcorantes artificiales como aspartamo, sacarina, acesulfamo potásico y ciclamato, así como alcoholes de azúcar como el xilitol. El uso de NHDC aumenta los efectos de estos edulcorantes en concentraciones más bajas que las que se requerirían de otro modo; Se necesitan cantidades menores de otros edulcorantes. Esto proporciona un costo beneficio.

## Aprobación
La Unión Europea aprobó el uso de NHDC como edulcorante en 1994. No ha sido aprobado como endulzante en Estados Unidos. A veces se dice que NHDC es considerado un potenciador de sabor Generalmente reconocido como seguro por la Asociación de fabricantes de sabores y extractos, que es un grupo comercial sin personalidad jurídica. NHDC nunca apareció en la lista de GRAS de la FDA.

## Uso
En los alimentos se usa como potenciador del sabor en concentraciones de alrededor de 4-5 partes por millón (ppm) y como edulcorante artificial a alrededor de 15-20 ppm.

### Enmascaramiento
Farmacéutica las compañías son aficionadas al producto como un medio de reducir la amargura de farmacológico drogas en forma de tableta, y se ha usado para ganado alimentación como un medio para reducir el tiempo de alimentación. También es ampliamente preferido para su uso en productos naturalmente amargo.

### Potenciador
Como potenciador del sabor, NHDC se utiliza en una amplia gama de productos y está indicado por el número E E 959. Se destaca especialmente por mejorar los efectos sensorial (conocidos en la industria como 'sensación en la boca'). Un ejemplo de esto es la "cremosidad" en alimentos lácteos como yogur y helados.

### Otros usos
Se pueden encontrar otros productos en NHDC que pueden incluir una amplia variedad de bebidas,
alcohólicas y no alcohólicas, sabrosas comidas, pasta de dientes, enjuagues bucales y condimentos s como ketchup y mayonesa.

## Seguridad
La seguridad de NHDC ha sido ampliamente probada. Los estudios de seguridad han indicado que el NHDC no es ni tóxico, mutágeno ni cancerígeno. Como otros flavonoides, el NHDC se metaboliza fácilmente por microbiota intestinal a productos inocuos.